# Gare de La Hacquinière
La gare de La Hacquinière est une gare ferroviaire française de la ligne de Sceaux, située dans la commune de Bures-sur-Yvette (département de l'Essonne).
C'est une gare de la Régie autonome des transports parisiens (RATP) desservie par les trains de la ligne B du RER. Elle est, avec la gare de Bures-sur-Yvette, l'une des deux gares de la commune. Elle fut mise en service en 1957.

## Situation
La rue de La Hacquinière, qui s'étend de part et d'autre de la voie ferrée, passe sous la ligne par un court tunnel remplaçant l'ancien passage à niveau.

## Fréquentation
En 2021, selon les estimations de la RATP, 285 626 voyageurs sont entrés dans cette gare, ce qui la place en 66e et dernière position des gares de RER exploitées par la RATP pour sa fréquentation.

## Service des voyageurs

### Desserte
La gare est desservie par les trains de la ligne B du RER.

### Intermodalité
La gare est desservie par la ligne 20 du réseau de bus Paris-Saclay par l'arrêt Voltaire.
La gare était jusqu'en 2018 l'une des seules de la ligne B du RER à ne pas avoir de règlement de stationnement automobile à proximité ; depuis cette date, il est devenu payant dans le quartier.

Galerie de photographies
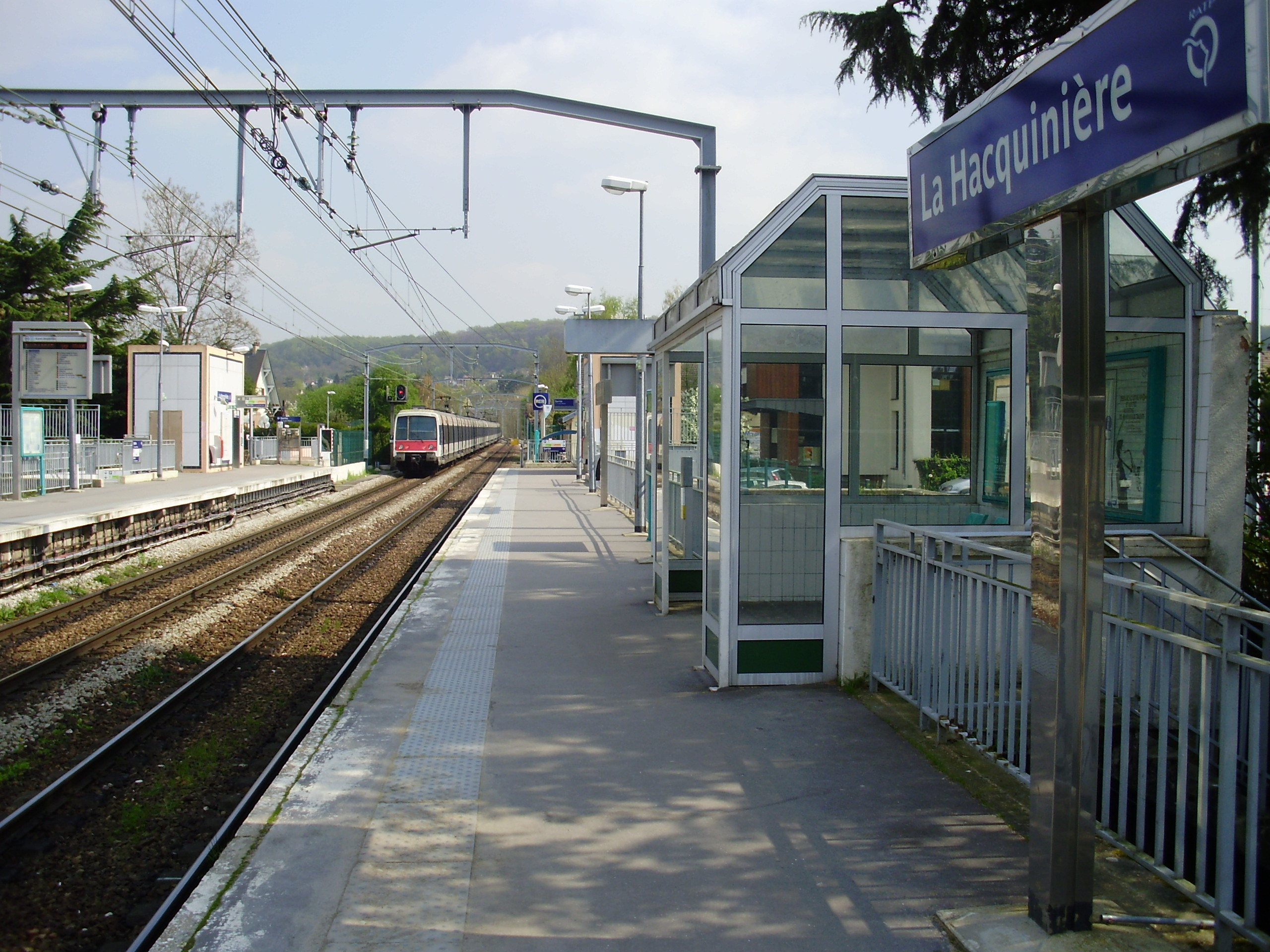
Train quittant la gare et se dirigeant vers la gare de l'aéroport Charles-de-Gaulle 2 TGV.
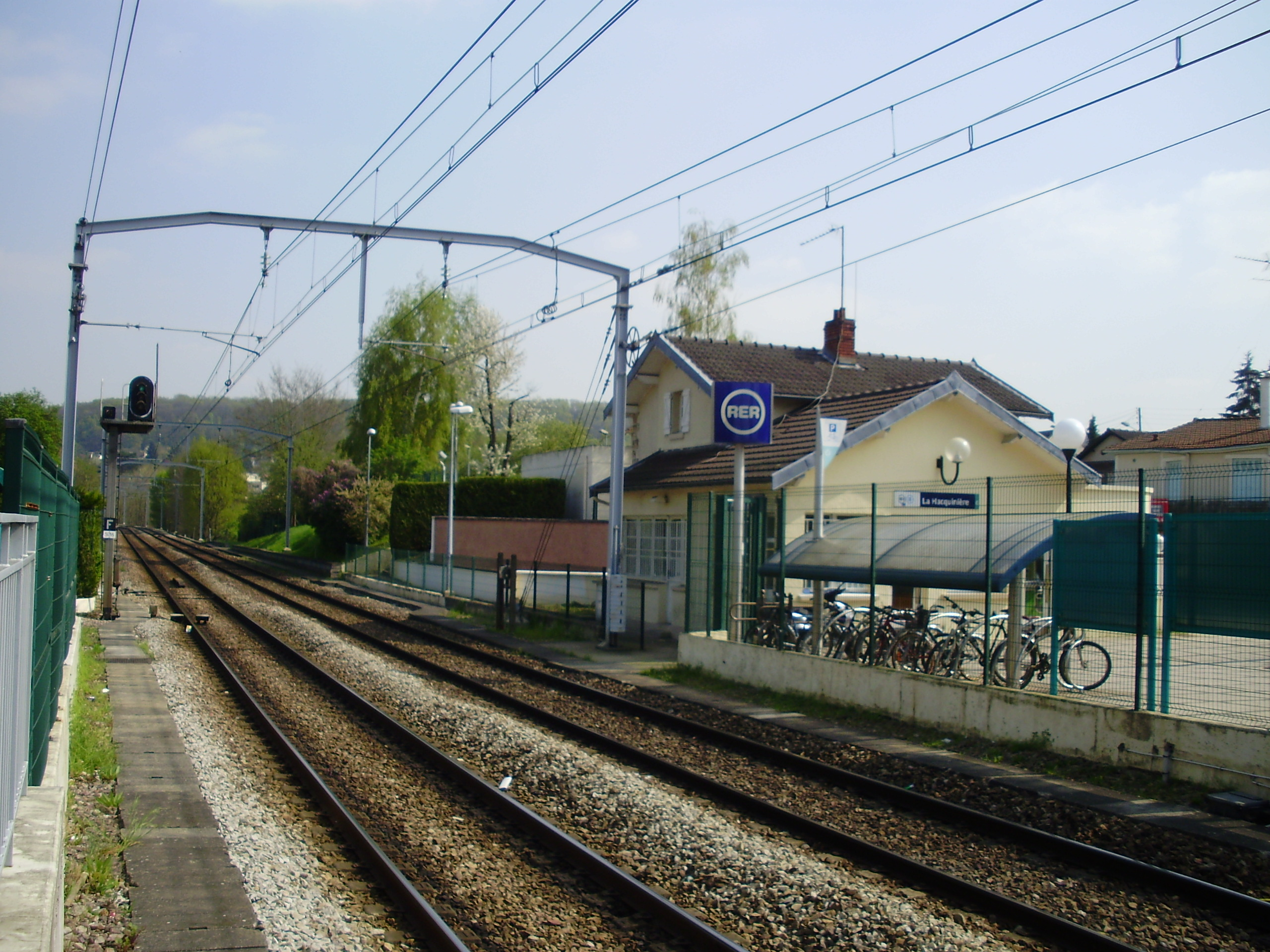
Bâtiment voyageurs, parking à vélos et voies en direction d'Aéroport CDG 2 ou de Mitry - Claye.
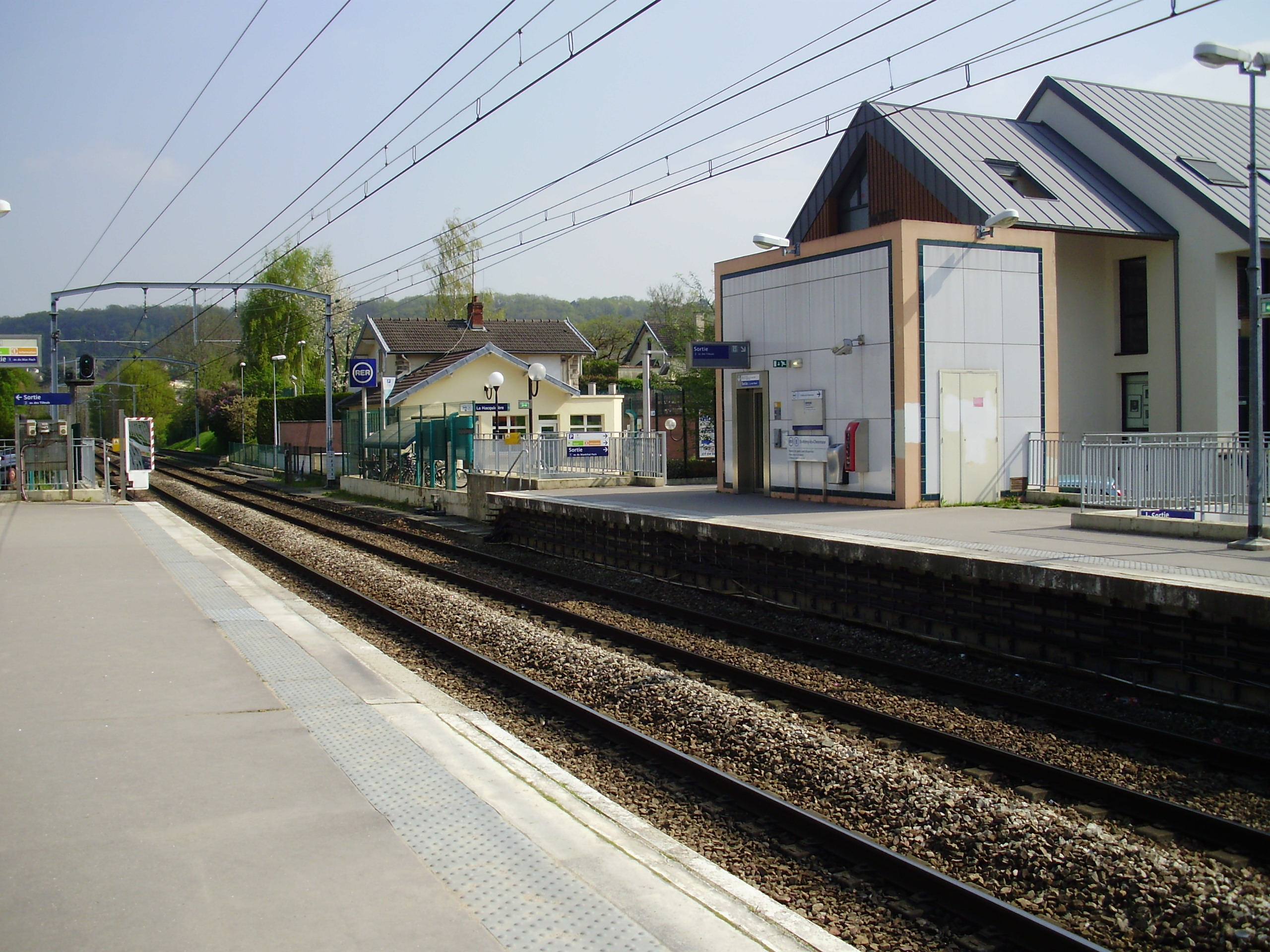
Ascenseur sur le quai vers Saint-Rémy-lès-Chevreuse et, en arrière-plan, le bâtiment voyageurs.